# 254846 Csontváry
254846 Csontváry è un asteroide della fascia principale. Scoperto nel 2005, presenta un'orbita caratterizzata da un semiasse maggiore pari a 2,8636115 UA e da un'eccentricità di 0,0684117, inclinata di 5,12063° rispetto all'eclittica.